# São João del-Rei
São João del-Rei es un municipio brasileño del Estado de Minas Gerais. Su población estimada en 2009 era de 85.503 habitantes[cita requerida]. Forma parte de la región de Campo de las Vertientes de Minas, estando la altitud de su sede a 898 metros.
Moderna y activa en el ámbito contemporáneo. Tranquila y cultural en su parte histórica , São João del- Rei tiene un pueblo pintoresco. Equipado con una amplia gama de la arquitectura, en la que no solo se limita a la barroca. En su casco histórico (protegido del resto de la ciudad ) se pueden ver varias líneas arquitectónicas .
Error pensar que la razón de su fundación fue solo por el oro de allí.  Se trataba de una carretera que drenaba la producción de minerales de varias ciudades des del centro del país hasta el mar y hacia Europa.
São João del Rei también es conocida por ser una ciudad universitaria , la alta variedad de cursos y la enorme expansión de UFSJ y el gran número de estudiantes en toda la ciudad.
Nacido en São João del Rei , Tiradentes el héroe nacional, el presidente electo Tancredo Neves , en 1985 , el cardenal Lucas Moreira Neves , Otto Lara Resende , el padre José María Xavier (compositor sacro ) , Paula Francisca de Jesús ("santa " Nha Chica , que está a punto de ser canonizada por la Santa Sede), entre otras personas importantes.

## Educación
La ciudad es la sede de la Universidad Federal de São João del-Rei.

## Deporte
La ciudad es la sede del Athletic Club.

## Circunscripción eclesiástica

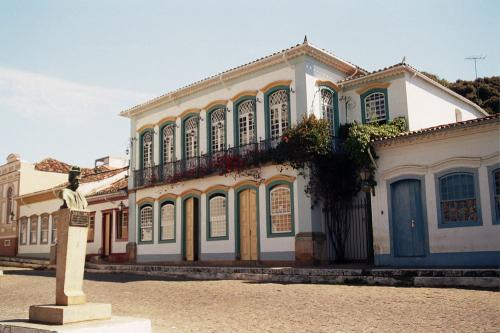

El municipio sedia la diócesis de São João del-Rei.
